# Jean Nicot

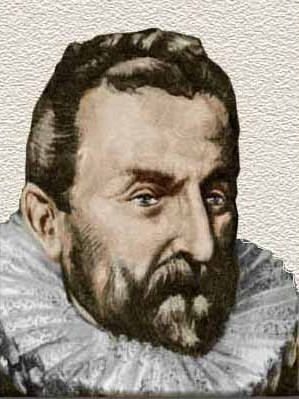
Jean Nicot

Jean Nicot (n. 1530 - d. 4 mai 1600) a fost un diplomat și savant francez.
Este cunoscut pentru faptul de a fi introdus tutunul ca plantă medicinală în Franța.
De la numele său provine denumirea științifică a acestei plante, Nicotiana tabacum.
A întocmit unul dintre primele dicționare franceze, Thresor de la langue françoyse tant ancienne que moderne (apărut în 1606).